# Sân bay Kapoeta
Sân bay Kapoeta (IATA: n/a, ICAO: HSKP) là một sân bay ở thị trấn Kapoeta, bang Đông Equatoria, Nam Sudan.

## Vị trí
Sân bay Kapoeta nằm gần biên giới quốc tế với Kenya và Uganda. Nó nằm cách trung tâm Kapoeta khoảng 3 km về phía bắc.
Vị trí này cách Sân bay Quốc tế Juba khoảng 221 km (137 mi) về phía đông. Sân bay Kapoeta nằm ở độ cao 677 mét (2.221 ft) trên mực nước biển. Nó có một đường băng không trải nhựa dài 1058 m.